# Four Sticks
 (janvier 2011).
Si vous disposez d'ouvrages ou d'articles de référence ou si vous connaissez des sites web de qualité traitant du thème abordé ici, merci de compléter l'article en donnant les références utiles à sa vérifiabilité et en les liant à la section « Notes et références ».
Pistes de Led Zeppelin IV
Misty Mountain Hop
(5) Going to California
(7)
Four Sticks est une chanson du groupe de rock britannique Led Zeppelin, apparaissant sur leur quatrième album (1971). 
Le titre vient du fait que le batteur, John Bonham joue le morceau avec deux paires baguettes de batterie, (deux dans chaque mains) au total quatre. D'abord déçu par le résultat obtenu au cours des séances d'enregistrement à Island Studios, il décide de jouer le morceau à quatre baguettes, c’est cette version qui est conservée pour l’album. Les parties de synthétiseur sont enregistrées par John Paul Jones sur un synthétiseur VCS3. Jimmy Page dit de la chanson : « Elle était censée être abstraite ». L'effet abstrait est également atteint par la signature rythmique de la chanson, avec des riffs dans un mélange de 5 / 8 et 6 / 8.
Une version du morceau est ré-enregistrée par Jimmy Page et Robert Plant avec l’orchestre symphonique de Bombay en 1972, au cours de leur voyage en Inde, avec une autre piste, Friends de Led Zeppelin III. Cette version comprend des instruments de la culture indienne tel que des tambours tabla et un sitar. Les enregistrements n'ont jamais été officiellement publiés et ne sont disponibles que sur Led Zeppelin bootleg enregistrements.
Le groupe est connu pour n'avoir joué cette chanson en public qu'une seule fois, à Copenhague durant sa tournée européenne de 1971, comme l'attestent des enregistrements pirates.
Le 25 août, vingt-six spectacles sont enregistrés à Londres, au pays de Galles, et au Maroc avec une orchestration égyptienne et marocaine de plusieurs chansons de Led Zeppelin — Four Sticks est l'une d'entre elles, l'arrangement caractéristique du batteur Michael Lee joue avec quatre baguettes. Cette nouvelle version de Four Sticks est également incluse dans l'album No Quarter: Jimmy Page and Robert Plant Unledded. Ces spectacles connaissent un tel succès commercial et artistique que l'ensemble suscite une tournée 1995/1996 dans le monde entier.